# EM i ishockey 1927
EM i ishockey 1927 var det 12. europamesterskab i ishockey for landshold. Turneringen blev for første gang afholdt i Østrig og kampene blev spillet i hovedstaden Wien 24. til 29. januar. Seks nationer deltog og der blev spillet en enkeltserie, hvor alle holdene mødtes en gang. 

## Resultat
| Dato       | Kampe EM 1927              | Resultat |
| ---------- | -------------------------- | -------- |
| 24. januar | Tyskland – Tjekkoslovakiet | 2 – 1    |
| 24. januar | Belgien – Ungarn           | 6 – 0    |
| 24. januar | Østrig – Polen             | 3 – 1    |
| 25. januar | Belgien – Tjekkoslovakiet  | 2 – 0    |
| 25. januar | Tyskland – Polen           | 2 – 1    |
| 25. januar | Østrig – Ungarn            | 6 – 0    |
| 27. januar | Tyskland – Ungarn          | 5 – 0    |
| 27. januar | Polen – Tjekkoslovakiet    | 1 – 1    |
| 27. januar | Østrig – Belgien           | 1 – 0    |
| 28. januar | Ungarn – Tjekkoslovakiet   | 0 – 5    |
| 28. januar | Belgien – Polen            | 2 – 2    |
| 28. januar | Østrig – Tyskland          | 2 – 1    |
| 29. januar | Polen – Ungarn             | 6 – 1    |
| 29. januar | Belgien – Tyskland         | 3 – 0    |
| 29. januar | Østrig – Tjekkoslovakiet   | 1 – 0    |

## Tabel
| Plads | Hold            | Kampe | Sejre | Uafgj. | Tabte | Mål    | Points |
| ----- | --------------- | ----- | ----- | ------ | ----- | ------ | ------ |
| 1     | Østrig          | 5     | 5     | 0      | 0     | 13 – 2 | 10     |
| 2     | Belgien         | 5     | 3     | 1      | 1     | 13 – 3 | 7      |
| 3     | Tyskland        | 5     | 3     | 0      | 1     | 10 – 7 | 6      |
| 4     | Polen           | 5     | 1     | 2      | 2     | 11 – 9 | 4      |
| 5     | Tjekkoslovakiet | 5     | 1     | 1      | 3     | 7 – 6  | 3      |
| 6     | Ungarn          | 5     | 0     | 0      | 5     | 1 – 28 | 0      |

## Medaljer
| EM 1927 | Land     |
| ------- | -------- |
| Guld    | Østrig   |
| Sølv    | Belgien  |
| Bronze  | Tyskland |